# Urząd Ochrony Państwa
Urząd Ochrony Państwa – instytucja państwowa istniejąca od 10 maja 1990 roku do 29 czerwca 2002 roku, stanowiąca (obok ówczesnych Wojskowych Służb Informacyjnych) cywilną część służb specjalnych RP. UOP zastąpił zlikwidowaną Służbę Bezpieczeństwa MSW.

## Powstanie UOP
Ustawa o Urzędzie Ochrony Państwa została uchwalona 6 kwietnia 1990 i weszła w życie 10 maja 1990. Następnego dnia mianowano jego pierwszego szefa, którym został Krzysztof Kozłowski. W lipcu 1990 roku rozpoczęto wobec funkcjonariuszy SB postępowanie kwalifikacyjne zwane potocznie weryfikacją. Umożliwiało ono funkcjonariuszom SB kontynuowanie służby w UOP albo w innych jednostkach organizacyjnych podległych ministrowi spraw wewnętrznych. Wymagane było do tego nie tylko wykazanie się specjalistycznymi umiejętnościami, ale również kwalifikacjami moralnymi, gwarantującymi wierną służbę niepodległej Polsce. Tę drugą predyspozycję miały sprawdzać komisje kwalifikacyjne. Spośród 24 tysięcy pracowników Służby Bezpieczeństwa do weryfikacji przystąpiło niecałe 14,5 tysiąca funkcjonariuszy. Wojewódzkie komisje kwalifikacyjne pozytywnie zaopiniowały 8658 osób (61,7%), natomiast negatywnie – 5376 osób (38,3%). Spośród zaopiniowanych negatywnie do Centralnej Komisji Kwalifikacyjnej odwołało się 4771 osób, z czego pełniąca funkcję odwoławczą CKK pozytywnie zaopiniowała 1781 osób, zaś wobec 2990 osób podtrzymała wcześniejsze decyzje negatywne. Zatem w sumie spośród osób, które poddały się weryfikacji, pozytywnie zaopiniowano 10 439, natomiast negatywnie – 3595. Ostatecznie komisje wydały pozytywne decyzje co do 10 439 funkcjonariuszy. Około 5 tysięcy z nich zostało zatrudnionych w UOP, pewną liczbę przyjęły Policja i Straż Graniczna. Wszyscy niezweryfikowani funkcjonariusze SB odeszli ze służby do 31 lipca 1990 roku.

## Organizacja
UOP w latach 1990–1996 był wydzielonym pionem Ministerstwa Spraw Wewnętrznych, na jego czele stał Szef podległy Ministrowi. Po reformie administracyjnej (która weszła w życie w dwóch etapach: 1 października 1996 r. i 1 stycznia 1997 r.) Urząd stał się samodzielną instytucją Rzeczypospolitej Polskiej. Od 1 października 1996 r. nadzór nad nim przejął Prezes Rady Ministrów, ponadto 1 stycznia 1997 r. powołany został minister-koordynator służb specjalnych.
Liczba i struktura etatów w UOP są niejawne: w połowie lat 90 XX w. ich liczbę szacowano na 10 tys. W chwili zorganizowania Urzędu Ochrony Państwa w 1990 r. powołano delegatury UOP w 14 miastach Polski: Białymstoku (dla województw: Białostockiego, Łomżyńskiego i Suwalskiego), Bydgoszczy (dla województw: Bydgoskiego, Toruńskiego, Płockiego, Włocławskiego), Gdańsku (dla województw: Elbląskiego, Gdańskiego, Słupskiego), Katowicach (dla województw: Bielskiego, Częstochowskiego i Katowickiego), Krakowie (dla województw: Krakowskiego, Nowosądeckiego i Tarnowskiego), Lublinie (dla województw: Bialskopodlaskiego, Chełmskiego, Lubelskiego i Zamojskiego), Łodzi (dla województw: Łódzkiego, Piotrkowskiego, Sieradzkiego, Skierniewickiego), Olsztynie (dla Województwa Olsztyńskiego), Opolu (dla województwa Opolskiego), Poznaniu (dla województw: Gorzowskiego, Kaliskiego, Konińskiego, Leszczyńskiego, Pilskiego, Poznańskiego i Zielonogórskiego), Radomiu (dla województw: Kieleckiego, Radomskiego, Tarnobrzeskiego), Rzeszowie (dla województw: Krośnieńskiego, Przemyskiego i Rzeszowskiego), Szczecinie (dla województw: Koszalińskiego i Szczecińskiego), Wrocławiu (dla województw: Jeleniogórskiego, Legnickiego, Wałbrzyskiego i Wrocławskiego). Prócz nich działała Centrala UOP w Warszawie obejmująca swoją właściwością terytorialną obszar województw: Ciechanowskiego, Ostrołęckiego, Siedleckiego i Warszawskiego.
Z dniem 30 marca 1999 r. liczba delegatur UOP uległa dostosowaniu do nowego podziału administracyjnego kraju. Niedługo po tym, bo 28 kwietnia 2001 r., powołano kolejną Delegaturę UOP w Zielonej Górze obejmującą swoją właściwością terytorialną obszar Województwa Lubuskiego. Ostatnią zmianą w zakresie struktury terenowej Urzędy Ochrony Państwa przeprowadzono wprowadzono już 21 września 2001 r., dzieląc obszar województwa mazowieckiego pomiędzy obszar właściwości terytorialnej delegatur UOP w: Białymstoku, Bydgoszczy, Lublinie, Łodzi oraz Radomiu. Od tamtego momentu, do chwili rozwiązania Urzędu Ochrony Państwa i powołania Agencji Bezpieczeństwa Wewnętrznego struktura terenowa UOP wyglądała następująco: Delegatura UOP w Białymstoku (dla województwa podlaskiego oraz powiatów: ostrowskiego, wyszkowskiego, węgrowskiego i sokołowskiego z województwa mazowieckiego); Delegatura UOP w Bydgoszczy (dla województwa kujawsko-pomorskiego oraz powiatów: żuromińskiego, sierpeckiego, gostynińskiego, płońskiego, płockiego, a także miasta na prawach powiatu Płock z województwa mazowieckiego); Delegatura UOP w Gdańsku (dla województwa pomorskiego), Delegatura UOP w Katowicach (dla województwa śląskiego), Delegatura UOP w Krakowie (dla województwa małopolskiego), Delegatura UOP w Lublinie (dla województwa lubelskiego oraz powiatów: łosickiego i siedleckiego, a także miasta na prawach powiatu Siedlce województwa mazowieckiego), Delegatura UOP w Łodzi (dla województwa łódzkiego oraz powiatów: sochaczewskiego, żyrardowskiego i grodziskiego z województwa mazowieckiego), Delegatura UOP w Olsztynie (dla województwa warmińsko-mazurskiego), Delegatura UOP w Opolu (dla województwa opolskiego), Delegatura UOP w Poznaniu (dla województwa wielkopolskiego), Delegatura UOP w Radomiu (dla województwa świętokrzyskiego oraz powiatów: przysuskiego, szydłowieckiego, lipskiego, zwoleńskiego, kozienickiego, białobrzeskiego i radomskiego, a także miasta na prawach powiatu Radom z województwa mazowieckiego), Delegatura UOP w Rzeszowie (dla województwa podkarpackiego), Delegatura UOP w Szczecinie (dla województwa zachodniopomorskiego), Delegatura UOP we Wrocławiu (dla województwa dolnośląskiego) oraz Delegatura UOP w Zielonej Górze (dla województwa lubuskiego).
Struktura UOP w 1990 r.
Zgodnie z zarządzeniem nr 39 Prezesa Rady Ministrów z 4 lipca 1990 r. w skład Urzędu Ochrony Państwa w momencie jego zorganizowania wchodziły następujące jednostki organizacyjne:
- Zarząd Wywiadu
- Zarząd Kontrwywiadu
- Zarząd Śledczy
- Biuro Prezydialne
- Biuro Koordynacji i Prognoz
- Biuro Analiz i Informacji
- Biuro Techniki
- Biuro Obserwacji
- Biuro Szyfrów
- Biuro Ewidencji i Archiwum
- Biuro Kadr
- Biuro Finansów
- Biuro Administracyjno-Gospodarcze.

Struktura UOP w 1997 r.
Zgodnie z rozporządzeniem Prezesa Rady Ministrów z 6 grudnia 1996 r. w skład Urzędu Ochrony Państwa po jego wydzieleniu z Ministerstwa Spraw Wewnętrznych wchodziły następujące jednostki organizacyjne:
- Gabinet Szefa
- Zarząd Wywiadu
- Zarząd Kontrwywiadu
- Zarząd Ochrony Ekonomicznych Interesów Państwa
- Zarząd Śledczy
- Biuro Analiz i Informacji
- Biuro Bezpieczeństwa Łączności i Informatyki
- Biuro Techniki
- Biuro Obserwacji
- Biuro Ewidencji i Archiwum
- Biuro Prawne
- Biuro Finansów
- Biuro Kadr i Szkolenia
- Biuro Administracyjno-Gospodarcze
- Inspektorat Nadzoru, Kontroli i Bezpieczeństwa Wewnętrznego.

Struktura UOP w 2002 r.
Zgodnie z rozporządzeniami Prezesa Rady Ministrów z 19 sierpnia 1998 r., 12 maja 1999 r. i 9 kwietnia 2001 r. w skład Urzędu Ochrony Państwa pod koniec jego funkcjonowania wchodziły następujące jednostki organizacyjne:
- Zarząd Wywiadu
- Zarząd Kontrwywiadu
- Zarząd Ochrony Ekonomicznych Interesów Państwa
- Zarząd Śledczy
- Zarząd Zabezpieczenia Technicznego
- Biuro Analiz i Koordynacji
- Biuro Bezpieczeństwa Łączności i Informatyki
- Biuro Ewidencji i Archiwum
- Biuro Prawne
- Biuro Finansów
- Biuro Kadr
- Biuro Administracyjno-Gospodarcze
- Inspektorat Nadzoru, Kontroli i Bezpieczeństwa Wewnętrznego.

## Zadania
Do ustawowych zadań UOP należało:
- rozpoznawanie i przeciwdziałanie zagrożeniom godzącym w bezpieczeństwo, obronność, niezależność, całość i międzynarodową pozycję państwa,
- zapobieganie i wykrywanie przestępstw szpiegostwa i terroryzmu oraz innych przestępstw godzących w bezpieczeństwo państwa oraz ściganie ich sprawców,
- zapobieganie i wykrywanie przestępstw godzących w podstawy ekonomiczne państwa i ściganie ich sprawców,
- zapobieganie i wykrywanie przestępstw o charakterze lub zasięgu międzynarodowym, w tym nielegalnego wytwarzania, posiadania i obrotu bronią, amunicją i materiałami wybuchowymi, środkami odurzającymi i psychotropowymi i lub materiałami jądrowymi i promieniotwórczymi oraz ściganie ich sprawców,
- rozpoznawanie i przeciwdziałanie naruszeniom tajemnicy państwowej,
- przygotowywanie dla najwyższych organów władzy i administracji państwowej informacji i analiz istotnych dla bezpieczeństwa państwa,
- kryptograficzna ochrona wiadomości stanowiących tajemnicę państwową i służbową, przekazywanych przez techniczne środki łączności na potrzeby organów administracji państwowej i państwowych instytucji finansowych i gospodarczych.

## Sukcesy i porażki
Z założenia UOP miał być instytucją apolityczną. W praktyce często zarzucano, że UOP angażuje się w spory polityczne lub jest wykorzystywany w celach politycznych. Po raz pierwszy zarzut ten pojawił się po przygotowaniu w 1992 roku – na zlecenie Sejmu – listy tajnych współpracowników i kontaktów operacyjnych MBP i SB wśród osobistości życia politycznego Polski („lista Macierewicza”). Rok później, w marcu 1993 roku, ujawniona została tajna instrukcja UOP powołująca specjalny wydział inwigilujący prawicę, m.in. Porozumienie Centrum. UOP był także uwikłany w „aferę Olina” – oskarżenie premiera Oleksego o współpracę z rosyjskim funkcjonariuszem Władimirem Ałganowem. Duże kontrowersje wzbudziło też zatrzymanie przez UOP w 2002 roku szefa PKN Orlen Andrzeja Modrzejewskiego („Orlengate”).
Do najgłośniejszych sukcesów Zarządu Wywiadu UOP należały ewakuacja z Iraku funkcjonariuszy CIA zagrożonych zatrzymaniem przez iracki kontrwywiad podczas wojny w Zatoce Perskiej w 1990 roku (operacja „Samum”) oraz w roku 1991 rozpracowanie afer Art-B i FOZZ (zniweczone przez inne instytucje i polityków).
Największe sukcesy Zarządu Kontrwywiadu to ujawnienie siatek szpiegowskich GRU, SWR i BND, doprowadzenie do wydalenia szpiegów pracujących jako dyplomaci, doprowadzenie do ukarania sądowego, w tym degradacji, żołnierzy WSI ujawniających informacje obcym wywiadom.
UOP został zlikwidowany ustawą o Agencji Bezpieczeństwa Wewnętrznego i Agencji Wywiadu z 24 maja 2002 roku (weszła ona w życie 29 czerwca 2002 roku) – była to realizacja obietnic wyborczych SLD. Dwie wymienione wyżej instytucje przejęły dotychczasowe zadania UOP. Z dnia na dzień zwolniono 420 funkcjonariuszy (8 proc. ogółu zatrudnionych). W kwietniu 2004 roku Trybunał Konstytucyjny orzekł, że wszystkie zakwestionowane przez posłów opozycji (m.in. PiS) przepisy ustawy likwidującej UOP są niezgodne z Konstytucją RP.

## Szefowie UOP
- Krzysztof Kozłowski (11 maja 1990 – 31 lipca 1990)
- Andrzej Milczanowski (1 sierpnia 1990 – 31 stycznia 1992)
- Piotr Naimski (1 lutego 1992 – 5 czerwca 1992)
- Andrzej Milczanowski (6 czerwca 1992 – 14 lipca 1992)
- Jerzy Konieczny (15 lipca 1992 – 1 grudnia 1993)
- Gromosław Czempiński (1 grudnia 1993 – 9 lutego 1996)
- Andrzej Kapkowski, p.o. szefa UOP (luty 1996 – 23 maja 1996)
- Andrzej Kapkowski (23 maja 1996 – 1997)
- Jerzy Nóżka, p.o. szefa UOP (7 listopada 1997 – 6 lutego 1998)
- Zbigniew Nowek (6 lutego 1998 – 25 października 2001)
- Zbigniew Siemiątkowski, p.o. szefa UOP (25 października 2001 – 25 kwietnia 2002)
- Andrzej Barcikowski (26 kwietnia 2002 – 28 czerwca 2002)